# Майзитис, Янис
Янис Майзитис (латыш. Jānis Maizītis; 18 июля 1961, Цесис — 11 ноября 2021) — советский и латвийский юрист. Директор спецслужбы «Бюро по защите Сатверсме» (2013—2021). Генеральный прокурор Латвии (2000—2010). Награждён орденом Трёх звёзд 2 степени.
Янис Майзитис родился в 1961 году. В 1984 году окончил юридический факультет Латвийского университета. В 1984 году начал работать следователем Валмиерского межрайонного следственного управления Министерства внутренних дел Латвийской ССР. С 1991 по 1994 год работал следователем Цесисской районной прокуратуры, а в 1994 году был назначен главным прокурором Цесисской районной прокуратуры. С 2010 по 2011 года работал советником министра юстиции Латвии. С 2011 по 2013 год советник по национальной безопасности Андриса Берзиньша и секретарем совета национальной безопасности. С 2000 по 2010 год Майзитис работал генеральным прокурором Латвии. С мая 2013 года Сеймом Латвии большинством голосов выбран на должность директором «Бюро по защите Сатверсме», где проработал до самой смерти.
Умер 11 ноября 2021 года.